# Corine Jamar
Pour les articles homonymes, voir Jamar.
Corine Jamar, née le 18 avril 1962 à Uccle (province de Brabant), est une scénariste de bande dessinée et femme de lettres belge. Elle a écrit des romans, des ouvrages jeunesse et des bandes dessinées.

## Biographie
Corine Jamar naît le 18 avril 1962 à Uccle,. Elle suit des humanités artistiques à Berkendael. À partir de 20 ans, elle exerce dans la publicité et pour des médias comme Familles, Victoire et le site de BD Brüsel. Après un accident subi par sa fille aînée, Corine Jamar s'installe en indépendante et écrit des ouvrages jeunesse, puis des romans et des bandes dessinées. En 2003 paraît son premier recueil, Emplacement réservé, chez Fayard ; il est ensuite été réédité en roman par Le Castor astral. L'ouvrage évoque son combat quotidien « pour que son enfant, polyhandicapée [...], vive le mieux possible ». En 2006, elle publie La Reine de la fête chez NiL Éditions, qui aborde sous un angle humoristique des sujets sensibles. En 2012, elle livre Soit dit entre nous. En 2014 paraît le roman On aurait dit une femme couchée sur le dos,. En 2019 paraît Les Replis de l'hippocampe chez Bamboo Édition.
Sa première bande dessinée paraît en 1999 : Les Filles d'Aphrodite, trilogie issue d'une collaboration avec André Taymans pour Glénat. Après deux one shots, elle s'associe avec Leo pour co-scénariser Mermaid Project, série d'anticipation publiée chez Dargaud entre 2012 et 2017. Le récit s'articule autour de thèmes comme « les questions raciales, les enjeux économiques et géopolitiques et enfin les problèmes environnementaux ». Les mêmes auteurs poursuivent le second volet de la narration, Mutations, à partir de 2018.
Elle fait partie du Collectif des créatrices de bande dessinée contre le sexisme.

## Œuvres en français

### Romans
- Emplacement réservé : nouvelles[15], Fayard, 2003  (ISBN 2-213-61503-9)
- La Reine de la fête, NiL Éditions, 2006  (ISBN 9782841113392)
- Soit dit entre nous, j'ai peur de tout : mais je fais des efforts, illustré par Muriel Logist, éd. Le Castor astral, coll. « Escales des lettres », 2012  (ISBN 9782859209179)
- On aurait dit une femme couchée sur le dos : ses longs cheveux de pierre descendant jusque dans l'eau, éd. Le Castor astral, coll. « Escales des lettres », 2014  (ISBN 9782859209940)
- Emplacement réservé : roman, éd. Le Castor astral, coll. « Escales des lettres », 2015  (ISBN 9791027800452)
- Les Replis de l'hippocampe, Bamboo Édition, 2019  (ISBN 9782818968093)

### Bande dessinée
- Blanche : Donuts[19],[20], dessin de Guillaume Francart, couleurs de Jérôme Lenne, Casterman, 2002  (ISBN 2-203-35675-8)

#### Les Incollables
- 1. Toast qui peut[21] !, Casterman, Bruxelles, 2002
Scénario : André Taymans et Corine Jamar - Dessin : Bruno Wesel -  (ISBN 2-2033-5690-1)

### Ouvrages jeunesse
- La Princesse cachée[28], illustré par Jean-Léon Huens, Casterman, coll. « Les albums Duculot », 1996  (ISBN 9782203553507)
- Donne-moi la main, Arthur, illustré par Laurence de Kemmeter, Casterman, coll. « Les albums Duculot », 1997  (ISBN 9782203553644)
- Le Lapin en prison, illustré par Kris Nauwelaerts, Mijade, 2002  (ISBN 9782871423324)
- La Petite Auto d'André, illustré par Laurence de Kemmeter, L'École des loisirs, 2002  (ISBN 9782211065221)
- Aristide Lafrousse[29], illustré par Ana Popovici, éd. du Pépin, 2007  (ISBN 9782930263373)

#### Livres
: document utilisé comme source pour la rédaction de cet article.
- Jacques Fiérain, « Jamar, Corinne », dans La BD à Bruxelles et en Brabant, Charleroi, Éd. l'Âge d'or, avril 2003, 144 p., ill. ; 31 cm (ISBN 9782960119664 et 2960119665, OCLC 470388171, présentation en ligne), p. 80. .
- Philippe Mellot, Michel Denni, Laurent Turpin et Isabelle Morzadec, Trésors de la bande dessinée : BDM 2022-2023 - Catalogue encyclopédique et Argus, Paris, Les Arènes, novembre 2022, 23e éd., 1677 p., ill. ; 23 cm (ISBN 9791037507280, OCLC 1351462460, présentation en ligne), p. 177, 495, 821, 873. .

#### Articles
- Evelyne Montigny, « "Difficile d'avoir à se justifier du handicap de son enfant". Interview : Corine Jamar, auteur belge, mère de deux filles », La Croix,‎ 16 avril 2003.
- Pierre Burssens, « Entretien avec Corine Jamar et Fred Simon », Auracan,‎ 2 mai 2017 (lire en ligne).
- Christine Pinchart, « Corine Jamar s'interroge sur le couple dans "Les replis de l'hippocampe" », RTBF,‎ 28 juin 2019 (lire en ligne, consulté le 22 janvier 2023).